# Nippon Steel
Tập đoàn thép Nippon hay Nippon Steel Corporation (日本製鉄株式会社 Nippon Seitetsu Kabushiki-gaisha) (TYO: 5401) được hình thành năm 2012 bởi sự sáp nhập của hãng Nippon Steel và Sumitomo Metal. Trong đó, hãng Nippon Steel được hình thành năm 1970 bởi sự sáp nhập của hãng Fuji Iron & Steel và Yawata Iron & Steel.
Tập đoàn Nippon Steel Corporation là nhà sản xuất thép lớn thứ 3 thế giới xét về sản lượng vào năm 2017.

## Sáp nhập
Đầu 2011, Nippon Steel thông báo kế hoạch sáp nhập với hãng Sumitomo Metal Industries. Nippon Steel sản xuất xấp xỉ 26,5 triệu tấn thép mỗi năm và Sumitomo sản xuất 11 triệu tấn, nếu sáp nhập sẽ sản xuất gần 37 triệu tấn thép thô mỗi năm. Sản lượng ấy sẽ khiến Nippon Steel trở thành nhà sản xuất thép lớn thứ 2 trên thế giới, vượt trên hãng Baosteel – hiện đang đứng ở vị trí thứ 2 với sản lượng xấp xỉ 31 triệu tấn mỗi năm nhưng vẫn đứng sau ArcelorMittal sản xuất tới 77,5 triệu tấn (năm 2010).
Vào 1 tháng 10 năm 2012, Nippon steel chính thức sáp nhập với Sumitomo Metal Industries theo tỉ lệ 0.735 cổ phiếu Nippon Steel trên 1 cổ phiếu Sumitomo Metal. Cổ phiếu sáp nhập được niêm yết dưới mã 5401, mã cũ của Nippon steel với tên mới là Nippon Steel & Sumitomo Metal Corp. Các chi nhánh kho vận hậu cần của 2 hãng được thông báo sáp nhập ngày 1 tháng 4 năm 2013, dưới cái tên name "Nippon Steel & Sumikin Logistics Co., Ltd."

## Các nhà máy chính
- Muroran, Hokkaido
- Kamaishi, Iwate
- Kimitsu, Chiba: Kimitsu Steel Works
- Tokyo
- Tōkai, Aichi (Nagoya)
- Sakai, Osaka
- Himeji, Hyogo (Hirohata)
- Hikari, Yamaguchi - steel piping
- Kitakyushu, Fukuoka (Yahata)
- Oita, Oita

Sau khi sáp nhập Sumitomo
- Kashima, Ibaraki
- Jōetsu, Niigata (Naoetsu)
- Amagasaki, Hyōgo
- Osaka
- Wakayama
- Kitakyushu, Fukuoka (Kokura)